# 吐尔逊娜依·依不拉音江
吐尔逊娜依·依不拉音江（1964年2月—）女，维吾尔族，新疆乌鲁木齐人，中华人民共和国舞蹈家。

## 生平
中专学历。1978年，进入中央民族学院民族舞蹈班学习，1982年毕业。1982年7月参加工作，在中央民族歌舞团任舞蹈演员。1985年，新疆维吾尔自治区成立三十周年，随中央代表团到新疆演出。1987年，回到新疆，进入新疆维吾尔自治区歌舞团任独舞演员。她是新疆第四代舞蹈家的代表，是舞蹈大师康巴尔汗的第一代学生，艺术家依不拉音江的最后一位弟子。1989年获人民喜爱的青年舞蹈家称号。
1990年3月，参加了中国丝绸之路艺术家代表团访问日本，表演独舞《花之恋》。1990年秋，作为中国新疆艺术家代表团成员，参加了苏联阿拉木图举办的“世界金苹果联欢节”，表演的舞蹈《婚礼舞》获表演奖。1990年6月，获新疆丝绸之路舞蹈大奖赛一等奖，并获十佳之首。随后在全国少数民族单双三舞蹈比赛上获得表演二等奖。1991年，应哈萨克斯坦邀请，第四次赴阿拉木图参加民间艺术节，表演维吾尔族民间舞蹈《刀郎姑娘》。1992年参加了大型音乐舞蹈史诗《中国革命之歌》的演出。1994年曾为中国中央电视台《正大综艺》栏目的特邀嘉宾。1995年新疆维吾尔自治区成立四十周年大型演出中，担任领舞，参加了中央代表团演出的大型综合文艺晚会。1995年9月，代表新疆艺术界参加了在北京举办的第四次世界妇女大会。1995年到上海参加了全国少数民族舞蹈音乐展演，表演的《打鼓舞》被评为最受欢迎节目。1996年获全国有突出贡献专家称号。1996年参加了文化部春节文艺晚会。1997年参加了古巴哈瓦那举行的第十四届世界青年联欢节，获评杰出艺术家、最佳表演奖。
2000年7月加入中国共产党。后当选为第九届全国人大代表。2004年被评为新疆十大杰出青年，2005年被评为新疆维吾尔自治区先进工作者。享受国务院政府特殊津贴。她担任新疆艺术剧院歌舞团党委委员、舞蹈队队长，为国家一级演员。2011年11月30日晚，在乌鲁木齐的新疆艺术剧院举办个人《圆月》舞蹈晚会。2012年成为中共十八大代表。
她还是中国舞蹈家协会会员，新疆舞蹈家协会常务理事，全国青年联合会委员，新疆维吾尔自治区青联第七、八届委员会委员，新疆维吾尔自治区政协常委。在2011年新疆维吾尔自治区政协十届四次会议上，她的《关于发挥政府主导作用实施非物质文化遗产保护和利用》的提案被评为优秀提案。

## 作品
她的主要舞蹈作品有：《花之恋》、《婚礼舞》、《打鼓舞》、《刀郎姑娘》、《东方姑娘》、《摘星星》、《乌夏克木卡姆朱拉》、《圆月》、《花冠舞》等。
她主演的电影有《买买提外传》、《男子汉舞厅的女明星》、《西部舞狂》、《滚烫的青春》，并且在《阿曼尼沙汗》影视剧中任舞蹈演员。《买买提外传》曾被中华人民共和国广播电影电视部评为最佳影片奖和金鸡奖特别奖。她主演的电影还曾在土耳其、乌孜别克斯坦的电影节上获最佳影片奖。